# 롯 (성경 인물)

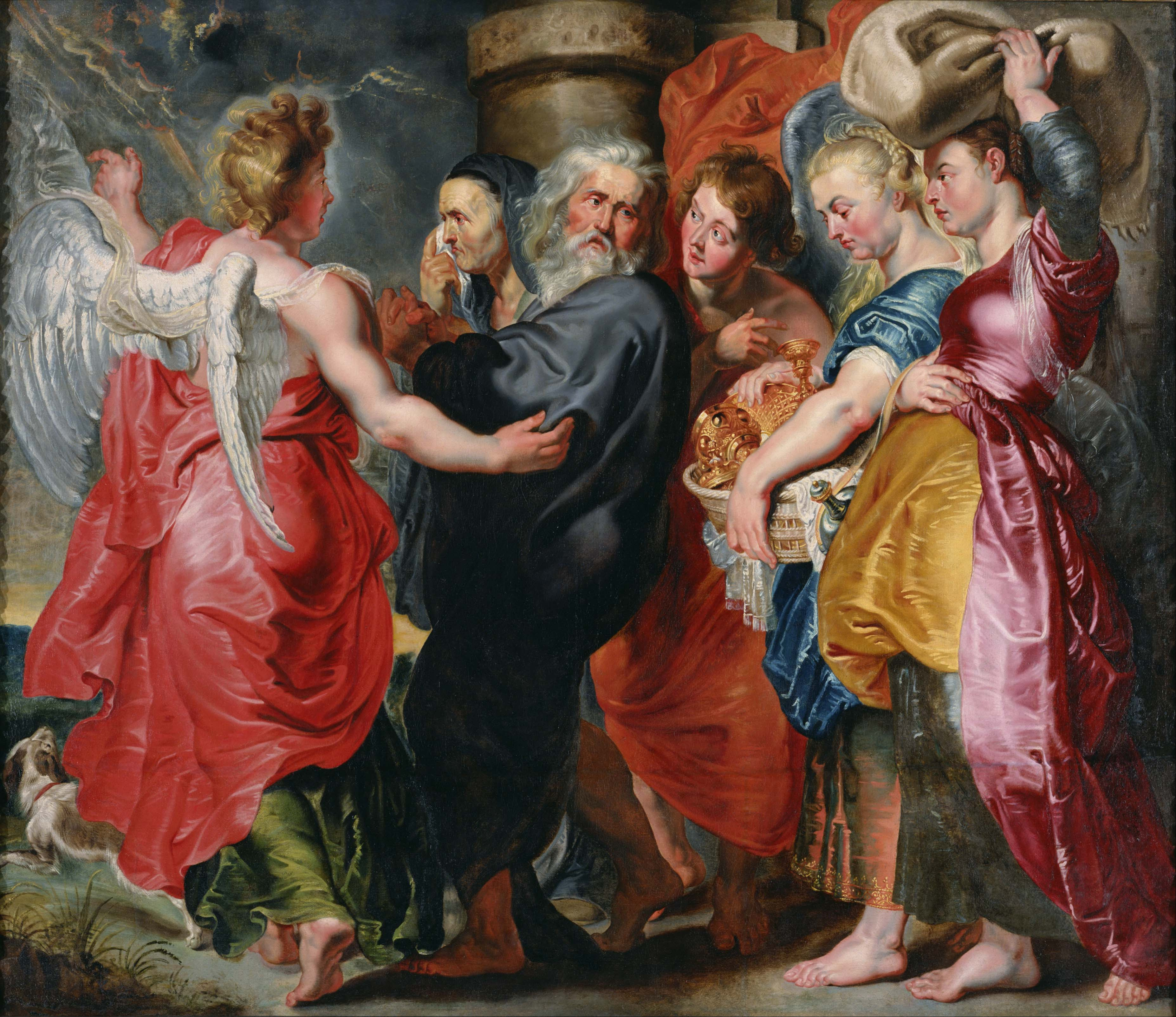
롯과 그의 가족이 소돔에서 도망치고 있는 모습. 야코프 요르단스 그림.

롯(לוֹט)은 하란의 아들이자 아브라함의 조카이다. 그의 이름은 창세기 11~14장, 19장에 언급되어 있다. 롯은 아브라함과 함께 갈대아 우르에서 가나안으로 이주하였다. 아브라함과 롯에게는 가축이 너무 많았기에 두 사람이 함께 살기에는 땅의 목초지가 부족하였다. 때문에 롯의 목자들과 아브라함의 목자들 사이에 다툼이 일어났다. 이에 아브라함은 롯에게 서로 떨어져 살 것을 제안했고, 롯은 그 제안을 받아들여 먼저 원하는 땅을 선택했다. 그 땅이 바로 요단강 유역에 있는 소돔이었다.
그러던 어느날 그돌라오멜의 연합군에 의해 소돔은 포로가 되었다. 소돔에 살고 있던 롯도 연합군에 의해 끌려갔지만, 아브라함에 의해서 극적으로 구출되었다.
신약성경 루카복음 (가톨릭), 누가복음(개신교)에는 롯이 소돔을 떠나던 날, 하늘에서 불과 유황이 소돔에 비오듯이 쏟아졌다고 기록되어 있다. 구약성경 창세기 19장에도 동일한 내용이 기록되어 있다. 이때 롯의 아내는 뒤를 돌아보았기 때문에 소금 기둥이 되었다.

## 종교적 관점

### 기독교적 관점
기독교 신약성경에서 롯은 소돔에서 사는 것을 선택한 것을 후회한 사람으로 간주된다.

### 이슬람교의 관점
쿠란에서 롯은 히브리어 성경에서의 롯과 동일한 인물로 간주된다. 그는 이슬람의 예언자이자 이슬람의 선지자로 간주된다.

## 같이 보기
- 아브라함과 롯의 갈등
- 아브라함